# ولینگتون سیلوا
ولینگتون آلوس دا سیلوا (پرتغالی: Wellington Alves da Silva؛ زادهٔ ۶ ژانویهٔ ۱۹۹۳) بازیکن فوتبال اهل برزیل است که در پست وینگر برای گامبا اوساکا بازی می‌کند.

## باشگاهی
از باشگاه‌هایی که در آن بازی کرده‌است می‌توان به فلومیننزه، آرسنال، لوانته، پومفرادینا، رئال مورسیا، آلمریا، بولتون واندررز، اینترناسیونال و گامبا اوساکا اشاره کرد.